# Böhmenkirch
Böhmenkirch là một xã ở huyện Göppingen ở Baden-Württemberg ở miền nam Đức. Đô thị này có diện tích 51,08 km², dân số thời điểm 31 tháng 12 năm 2020 là 5509 người.